# Resolutie 1978 Veiligheidsraad Verenigde Naties
Resolutie 1978 van de Veiligheidsraad van de Verenigde Naties werd unaniem door de VN-Veiligheidsraad aangenomen op 27 april 2011 en verlengde de VN-vredesmacht in de Soedanese regio Darfur tot 9 juli 2011, ofwel ruim twee maanden. Op deze datum liep ook de interim-periode van het gesloten vredesakkoord af. Deze beslissing volgde op de uitslag van de volksraadpleging waarin Zuid-Soedan voor onafhankelijkheid koos, en op vraag van de Soedanese overheid.

## Achtergrond
Al in de jaren 1950 was het zwarte zuiden van Soedan in opstand gekomen tegen het overheersende Arabische noorden. De vondst van aardolie in het zuiden maakte het conflict er enkel maar moeilijker op. In 2002 kwam er een staakt-het-vuren en werden afspraken gemaakt over de verdeling van de olie-inkomsten. Verschillende rebellengroepen waren hiermee niet tevreden en in 2003 ontstond het conflict in Darfur tussen deze rebellen en de door de regering gesteunde janjaweed-milities. Die laatsten gingen over tot etnische zuiveringen en in de volgende jaren werden in Darfur grove mensenrechtenschendingen gepleegd waardoor miljoenen mensen op de vlucht sloegen. In februari 2011 stemde een overgrote meerderheid van de inwoners van Zuid-Soedan in een referendum voor onafhankelijkheid.

## Inhoud
De Veiligheidsraad:
- Herinnert alle voorgaande resoluties en uitspraken betreffende de situatie in Soedan.
- Overwoog de resultaten van het referendum over Zuid-Soedan en de vraag van de Soedanese overheid om de VN-aanwezigheid in Zuid-Soedan voort te zetten.
- Bepaalt dat de situatie in de regio een bedreiging voor de internationale vrede blijft vormen.

1. Beslist het mandaat van de UNMIS-missie in Soedan, dat in resolutie 1590 (2005) werd vastgelegd, tot 9 juli 2011 te verlengen.
2. Kondigt een vervolgmissie op UNMIS aan.
3. Vraagt de Secretaris-Generaal hierover samen te zitten met de partijen van het vredesakkoord en tegen 16 mei verslag uit te brengen.
4. Autoriseert UNMIS om haar vervolgmissie voor te bereiden.
5. Besluit actief op de hoogte te blijven.

## Verwante resoluties
- Resolutie 1935 Veiligheidsraad Verenigde Naties (2010)
- Resolutie 1945 Veiligheidsraad Verenigde Naties (2010)
- Resolutie 1982 Veiligheidsraad Verenigde Naties
- Resolutie 1990 Veiligheidsraad Verenigde Naties

Lijst ·  1967 ·  1968 ·  1969 ·  1970 ·  1971 ·  1972 ·  1973 ·  1974 ·  1975 ·  1976 ·  1977 ·  1978 ·  1979 ·  1980 ·  1981 ·  1982 ·  1983 ·  1984 ·  1985 ·  1986 ·  1987 ·  1988 ·  1989 ·  1990 ·  1991 ·  1992 ·  1993 ·  1994 ·  1995 ·  1996 ·  1997 ·  1998 ·  1999 ·  2000 ·  2001 ·  2002 ·  2003 ·  2004 ·  2005 ·  2006 ·  2007 ·  2008 ·  2009 ·  2010 ·  2011 ·  2012 ·  2013 ·  2014 ·  2015 ·  2016 ·  2017 ·  2018 ·  2019 ·  2020 ·  2021 ·  2022 ·  2023 ·  2024 ·  2025 ·  2026 ·  2027 ·  2028 ·  2029 ·  2030 ·  2031 ·  2032